# 土師さおり
土師さおり（はじさおり）はクラシック音楽のピアニスト。大分県出身。2012年アメリカのコンクールで入賞後、カーネギー・ホールにてデビュー。イタリアで開催されたIBLA GRAND PRIZEにてMOST DISTINGUISHED MUSICIANS AWARDS とラヴェル特別賞を受賞。西本智実が芸術監督をしているイルミナートフィルハーモニーのアーティスト。大阪音楽大学付属音楽院講師。モーリス・ラヴェルと現代音楽を得意とするピアニスト。

## 略歴
幼少期から高校生
4歳よりピアノを始める。幼少の頃より各地のコンクールにて受賞歴を持つ。武蔵野音楽大学附属高等学校に入学し平野邦夫と若尾輝子に師事。
日本の音大生時代
武蔵野音楽大学に入学し、ヤン・ホラークに学ぶ。卒業後、同大学大学院に入学しラヴェルについて論文を執筆。
ドイツ留学時代
デトモルト音楽大学にて学び首席で卒業。その後、ロベルト・シューマン・デュッセルドルフ音楽大学にて学び、国家演奏家資格を取得して卒業。アルヌルフ・フォン・アルニム、ロベルト・シドンに師事。
コンクール受賞歴
第3回日本イタリア協会主催コンコルソMusicArteで特別賞を受賞。american protege internet international competition 2012 に入賞、カーネギー・ホールにてデビュー。第13回大阪国際音楽コンクールG部門にてアブニール賞受賞。イタリアでの第21回IBLA GRAND PRIZEにおいて最優秀賞、併せてラヴェル特別賞を受賞。2016年、日本ショパン協会主催パウゼシリーズのオーディションに合格し、パウゼシリーズに出演（東京）。

## 演奏活動
2015年、ピティナ公開録音演奏会に出演し、音源提供を行う。
2017年、バンコクで開催されたタイ国際ショパンピアノコンクールの審査員に招かれる。バンコクで演奏会、マスタークラスを開催する。
2018年、大分ホルトホールにて、国際的フルーティストで琵琶湖国際フルートコンクール審査員のジュゼッペ・ノヴァ氏と共演。
2018年、Nimrod Borensteinが土師のために書いたアルペジオのエチュード作品66-4の世界初演を行った。Borensteinはウラディーミル・アシュケナージがサポートする作曲家であり、アシュケナージが指揮を行ったCDが発売されている。
第4回Evmelia International Music Festival（ギリシャ）、アルバ音楽祭（イタリア）に出演。別府アルゲリッチ音楽祭新人演奏会に出演。
2019年、大阪のYOSHUホールにて佐久間良子、西本智実のトークショーに出演。
2020年より、コロナ禍において活発にYouTube上で活動を始める。
2021年、清水マリナートにて、イルミナートフィルの演奏会に出演、佐久間良子と共演。カワイ梅田においてラヴェルシリーズをスタート。

## 演奏スタイル
美しい音と深い感情表現が特徴。ラヴェル、現代音楽においては、音楽への深い理解と洞察を発揮する。
ヴァイオリニストのパトリシア・コパチンスカヤは、土師の1stアルバム「水の戯れ」やディティユーのソナタの録音を聴いて、『土師さんに深く感銘を受けた。この録音がいかに解釈が重要かを証明している。彼女の演奏によって、ラヴェルやデュティユーの作品が、ベートーベンやリストの音楽と同じ深さで表現された。これは誰もが成しえることではない。』と称賛した。

## エピソード
YouTubeやSNSで無類のスイーツ好きであることを公言。動画「スイーツコンサート」でスイーツ紹介とピアノ演奏をしている。

## ディスコグラフィー
2015年、コウベレックスより1stアルバム「水の戯れ」を発売。2019年、コウベレックスより「謝肉祭、ベルガマスク組曲、ブルクミュラー25の練習曲」を発売。